# Мак-Нэри (округ)
Округ Мак-Нэри (англ. McNairy County) располагается в штате Теннесси, США. Официально образован 8 октября 1823 года. По состоянию на 2010 год, численность населения составляла 26 075 человек.

## География
По данным Бюро переписи США, общая площадь округа равняется 1452,991 км², из которых 1450,401 км² — суша, и 2,072 км², или 0,14 % — это водоёмы.

## Население
По данным переписи населения 2000 года в округе проживает 24 653 жителя в составе 9980 домашних хозяйств и 7 135 семей. Плотность населения составляет 17,00 человек на км2. На территории округа насчитывается 11 219 жилых строений, при плотности застройки около 8,00-ми строений на км2. Расовый состав населения: белые — 92,22 %, афроамериканцы — 6,23 %, коренные американцы (индейцы) — 0,20 %, азиаты — 0,13 %, гавайцы — 0,00 %, представители других рас — 0,24 %, представители двух или более рас — 0,98 %. Испаноязычные составляли 0,93 % населения независимо от расы.
В составе 29,90 % из общего числа домашних хозяйств проживают дети в возрасте до 18 лет, 58,00 % домашних хозяйств представляют собой супружеские пары, проживающие вместе, 9,90 % домашних хозяйств представляют собой одиноких женщин без супруга, 28,50 % домашних хозяйств не имеют отношения к семьям, 25,90 % домашних хозяйств состоят из одного человека, 12,50 % домашних хозяйств состоят из престарелых (65 лет и старше), проживающих в одиночестве. Средний размер домашнего хозяйства составляет 2,42 человека, и средний размер семьи — 2,89 человека.
Возрастной состав округа: 23,60 % — моложе 18 лет, 8,10 % — от 18 до 24, 26,70 % — от 25 до 44, 25,60 % — от 45 до 64, и 25,60 % — от 65 и старше. Средний возраст жителя округа — 39 лет. На каждые 100 женщин приходится 94,20 мужчин. На каждые 100 женщин старше 18 лет приходится 91,40 мужчин.
Средний доход на домохозяйство в округе составлял 30 154 USD, на семью — 36 045 USD. Среднестатистический заработок мужчины был 30 028 USD против 21 450 USD для женщины. Доход на душу населения составлял 16 385 USD. Около 11,80 % семей и 15,90 % общего населения находились ниже черты бедности, в том числе — 19,00 % молодежи (тех, кому ещё не исполнилось 18 лет) и 20,80 % тех, кому было уже больше 65 лет.